# Robert Scott (Altphilologe)
Robert Scott (* 26. Januar 1811 in Bondleigh, Devonshire; † 2. Dezember 1887 in Rochester) war ein britischer Klassischer Philologe und Lexikograf.
Er studierte seit 1830 am Christ Church College der Universität Oxford Klassische Philologie. 1835 wurde er zum anglikanischen Priester geweiht. 1854 wurde er Master am Balliol College in Oxford. Von 1861 bis zu seinem Ruhestand 1870 lehrte er als Professor für Exegese der Bibel an der Universität Oxford. Von 1870 bis zu seinem Tode war er Dekan des Kapitels der Kathedrale von Rochester.
Gemeinsam mit Henry George Liddell gab er 1843 das Greek-English Lexicon heraus, das zahlreiche Neuauflagen erlebte und bis heute ein wichtiges Wörterbuch darstellt. Es wird meist nach seinen Verfassern als „Liddell-Scott“ oder „Liddell-Scott-Jones“ bezeichnet.